# Проєкт Львівського метрополітену
Льві́вський метрополіте́н — можливий до спорудження у Львові вид рейкового позавуличного транспорту. Еволюціонував від ідеї підземного трамвая, який почав будуватися в місті наприкінці 1980-х років. У 1990-х обговорювалася можливість зведення класичного метрополітену, з початком 2000-х їй на зміну прийшла ідея легкого метро, зокрема, за системою «Радан». Дійсним до 2025 року Генеральним планом Львова реалізація таких планів не передбачена, вони пропонуються лише на подальшу перспективу.
«Львівський метрополітен» також є гротескним інтернет-мемом, що висміює російський шовінізм та українофобію. За легендою, він був збудований під час нацистської окупації міста в роки Другої світової війни і є місцем катувань росіян бандерівцями. Усього є дві лінії метро: жовта і синя (в інших варіаціях мему — чорна і червона), на карті метрополітену ці лінії сходяться у форму, схожу на тризуб.

## Історія
У 1960-х роках у перспективний генплан Львова були включені плани будівництва швидкісного частково підземного трамвая. Його проєктування розпочалося наприкінці 1970-х. Першою чергою планувалося спорудити два тунелі з габаритами метро під центром міста, а до них підвести наземні маршрути. Портали першого тунелю мали бути збудовані в районі Підзамчого та перетину вулиці Франка зі Снопківською. Портали другого тунелю довжиною 3,2 км мали розміститися на початку вулиці Сахарова та поблизу перетину Личаківської з Мечникова. Другою чергою передбачалося будівництво третього тунелю з площі Івана Франка через Цитадель, вулицю Бандери і залізничний вокзал до Янівського цвинтаря. У 1987 році спорудили першу наземну швидкісну ділянку від вулиці Сахарова до вулиці Наукової. Підземне будівництво розпочалося зі зведення у дворі палацу Потоцьких першої вентиляційної шахти, що призвело до пошкодження навколишніх будівель. Відтак, з огляду на це, а також фінансову кризу кінця 1980-х років реалізацію проєкту було заморожено.
У середині 1990-х років Львів був включений у програму метробудування в Україні як перспективне місто для будівництва «класичного метрополітену». За словами Віталія Дубини, керівника авторського колективу розробників генерального плану Львова в ДП «Містопроект», тоді в Міністерстві транспорту з'явилася ідея заснування власного виробництва метровагонів, адже на той час їх купували в Росії. Для того, щоб підприємство було рентабельним, в державній програмі збільшили кількість населених пунктів, де передбачалося будівництво метро, включивши в перелік не лише міста-мільйонники, в тому числі Львів. Наприкінці 1990-х — на початку 2000-х років цю ідею активно лобіював міський голова Василь Куйбіда.
У 1993–1994 роках в АНТК імені Антонова було розроблено технологію легкого метро «Радан». Порівняно з класичним метрополітеном, він є дешевшим в будівництві і майже безшумним, має повністю автоматизовану систему управління і не потребує значних затрат на обслуговування. За словами Олександра Рябічева, керівника проєкту «Радан», «система побудована так, що між вагоном і колією утворюється магнітна подушка, яка під час руху практично піднімає вагони, зменшуючи таким чином навантаження на колію, а отже й вібрацію». Після розробки проєкт пропонувався для використання при будівництві нових ліній метро в Києві, на Південному березі Криму, в Одесі та у Львові, однак його не було впроваджено.
У Концепції Державної програми будівництва та розвитку мережі метрополітенів в Україні на 2005—2010 роки, схваленій 19 серпня 2005 року першим урядом Тимошенко, серед інших міст, констатувалася «гостра потреба у будівництві» метрополітену у Львові і ставилося за мету проведення досліджень та здійснення техніко-економічних обґрунтувань розширення мережі метрополітенів, в тому числі мініметро і легкого метро. З тексту затвердженої 7 березня 2006 року урядом Єханурова Програми констатація гострої потреби зникла, натомість у переліку виконавців значилася Львівська ОДА.
Генеральний план Львова на 2010—2025 роки, «на перспективу пропонує спорудження ліній полегшеного метрополітену (система „Радан“)». На схемі міського та зовнішнього транспорту, яка є додатком до генплану, визначено такі три можливі напрямки ліній:
- з кінця Стрийської через Софіївку під Високим Замком і район Промислової до кінця вулиці Миколайчука;
- від Південного через Привокзальну під Городоцькою і Богдана Хмельницького в Дубляни;
- з Рясного через Левандівку і Головний залізничний вокзал під вулицею Степана Бандери, далі через Цитадель і Личаків під Трактом Глинянським до Лисинич.

Втім, у часових рамках генерального плану, тобто до 2025 року, реалізація проєкту не передбачена. Кількома роками до ухвалення генплану, у середині 2000-х, керівник групи його розробників Дубина озвучував дещо інші ідеї щодо розміщення ліній. Зокрема, він зазначав в інтерв'ю, що перша проляже з Сихова під вулицею Стуса через Винниченка та Варшавську в Рясне, друга проляже від Південного через Привокзальну під Городоцькою і Богдана Хмельницького в Дубляни, а третя починалася з Левандівки.

У концепції Державної цільової програми будівництва та розвитку мережі метрополітенів на період до 2020 року, схваленій 28 грудня 2011 року першим урядом Азарова, не було жодних згадок про Львів чи конкретизації планів розширення мережі підземок. Напередодні прийняття цієї програми в червні 2013 року вже другим урядом Азарова, голова парламентського Комітету з питань транспорту і зв'язку Борис Колесніков лобіював включення у неї питання будівництва підземки у Львові та Запоріжжі, однак Кабінет Міністрів прийняв програму без змін. Ідею депутата не підтримав і міський голова Андрій Садовий, зазначивши, що будівництво метро надто дороге і тому наразі доцільніше розвивати трамвайну мережу, зокрема, швидкісний трамвай: 
|  | У Львові потрібен швидкісний трамвай і це можна реалізовувати по ділянці на Сихів, з Червоної Калини по Вернадського чи, наприклад, від стадіону добудовувати дорогу і шляхопровід по Княгині Ольги. Тобто нам потрібна максимальна підтримка держави по електротранспорту. Щоб держава виділяла співфінансування на купівлю трамваїв. В метро, під землю, ми не підемо тому, що дослідження, які робилися раніше, показують, що це занадто дорого і можуть бути певні небезпеки. Бо технології, звичайно, є, але вони коштують надзвичайно дорого, тому це не на часі. А от розвиток трамваїв – це є важливо для міста і це суттєво може вирішити проблематику. |

## Схема
Оскільки плани щодо перспектив будівництва метрополітену, в інтернеті можна знайти кілька варіантів схеми львівського метро. Здебільшого вони не мають офіційного походження, а лише створені ентузіастами.

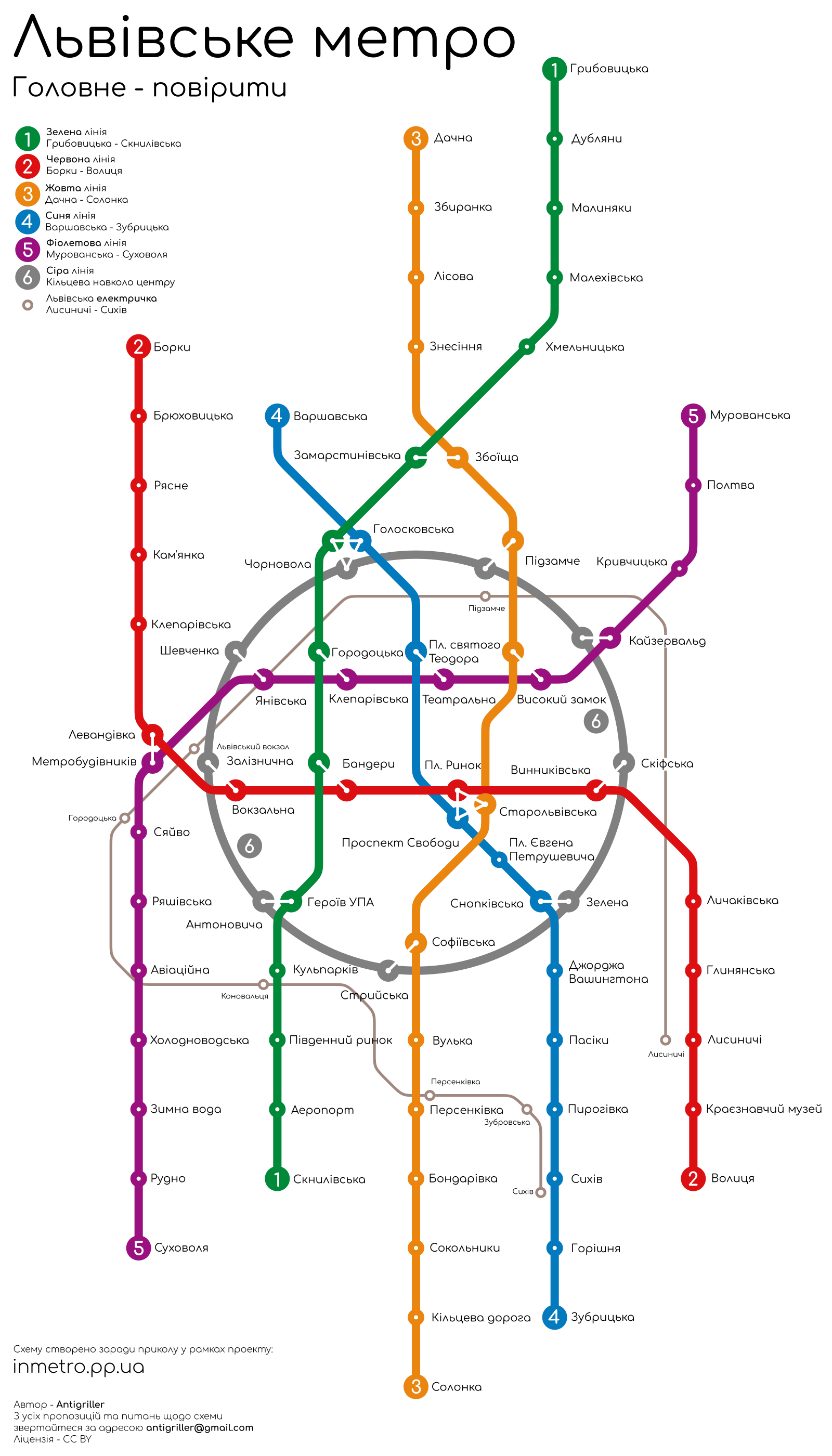
Одна із фантазійних схем Львівського метро

## Інтернет-мем
«Львівський метрополітен імені Степана Бандери» — інтернет-мем, який виник 2008 року у спільноті українського LiveJournal «Фофудія», яка гротескно висміювала російський шовінізм та українофобію. Згодом був розповсюджений іншими пародійними проєктами цього жанру, зокрема, «ПДРС».
За легендою, метрополітен збудований бандерівцями під час нацистської окупації міста в часи Другої світової війни з використанням рабської праці росіян. Підземку, названу іменем Степана Бандери, і надалі використовують для катування представників цього народу, а також православних Московського патріархату.
Дві лінії метро (у різних варіантах схеми, червона і чорна, або жовта і блакитна) мають форму тризуба. Налічується 13 «станцій»:
1. Бандерівська, де на росіянах випробовують ліки;
2. Незалежна, де з викрадених немовлят варять борщ;
3. Гітлерівська, де знущаються з православних священників;
4. Конотопська, де проводять тортури;
5. Шевченківська, де проводять тортури;
6. Лемберзька, де розташований офіс керівництва метро;
7. Натівська, на якій розміщений навчальний центр, в якому вчать тортурам;
8. Бабо-Парасківська (на честь Баби Параски), про призначення якої нікому не відомо;
9. Гранична, куди доправляють росіян, які намагалися перетнути польсько-український кордон;
10. Донецька — розподільник, куди звозять жертв;
11. Кримська, де працює крематорій зі спалювання решток жертв;
12. Українська, на якій розміщена газова камера;
13. Щаслива, де розташовані кімнати відпочинку, душ і кінозал для працівників[15][17][18].

2009 року в LiveJournal було створено окрему групу lviv-metro, присвячену «Львівському метрополітену». 2015 року створено сайт Львівського метрополітену.
2016 року зареєстровано петицію з вимогою розморозити проєкт Львівського метрополітену, яка зібрала потрібну кількість голосів.
У травні 2019 року львів'янин Василь Лозовий зареєстрував іншу петицію щодо проєкту метро у Львові. 16 червня петиція набрала потрібну кількість голосів та 11 липня була передана на розгляд до Львівської міськради. 34 депутати проголосували за відновлення цього проєкту.
У березні 2020 року, під час пандемії коронавірусу в Україні на карантин було закрито метрополітени в Дніпрі, Києві та Харкові. Кілька великих російських ЗМІ, зокрема «Ведомости», повідомили також про закриття Львівського метрополітену, згодом прибравши ці дані з сайтів.